# Кобилінек (Мазовецьке воєводство)
Кобилінек (пол. Kobylinek) — село в Польщі, у гміні Плоняви-Брамура Маковського повіту Мазовецького воєводства.
Населення — 155 осіб (2011).
У 1975-1998 роках село належало до Остроленцького воєводства.

## Демографія
Демографічна структура станом на 31 березня 2011 року:
|          | Загалом | Допрацездатний вік | Працездатний вік | Постпрацездатний вік |
| -------- | ------- | ------------------ | ---------------- | -------------------- |
| Чоловіки | 74      | 21                 | 44               | 9                    |
| Жінки    | 81      | 17                 | 43               | 21                   |
| Разом    | 155     | 38                 | 87               | 30                   |